# Viatxeslav Fetíssov
Viatxeslav Fetíssov   (Moscou, 20 d'abril de 1958) és un jugador d'hoquei sobre gel retirat, exentrenador i polític rus. Va jugar a l'HC CSKA Moscou durant 13 temporades abans d'anar a la National Hockey League (NHL), on va jugar amb els New Jersey Devils i els Detroit Red Wings. Amb aquests va guanyar dues Copes Stanley consecutives (1997 i 1998) i va ser un dels cinc soviètics de l'equip. A més d'això, va guanyar dues medalles d'or olímpiques i set campionats del món. Després de retirar-se de la seva carrera de jugador, es va convertir en el segon entrenador dels New Jersey Devils
Fetíssov va ser fonamental per aconseguir que als jugadors soviètics se'ls permetés jugar a la NHL. A nivell internacional va ser capità durant molt de temps de la selecció d'hoquei sobre gel de la Unió Soviètica amb qui va ser dues vegades campió olímpic. El 2002, Fetíssov va ser el seleccionador nacional aconseguint una medalla de bronze. Considerat un dels millors defenses de tots els temps, va ser votat com un dels sis jugadors de l'equip d'estrelles del centenari de la Federació Internacional d'Hoquei sobre Gel (IIHF). Va ser inclòs al Saló de la Fama de l'IIHF el 2005.
Després de retirar-se com a entrenador, Fetíssov va iniciar la seva carrera política. Després dels Jocs Olímpics d'Hivern de 2002, el president rus Vladímir Putin li va oferir el càrrec de ministre d'Esports, càrrec que va ocupar fins al 2008. És membre de la l'Assemblea Federal de Rússia, del Consell de la Federació en representació del krai de Primórie i president del Comitè d'Esportistes de l'Agència Mundial Antidopatge. Fetíssov també va ser president del club d'hoquei sobre gel HC CSKA Moscou i el membre clau de la candidatura de Sotxi 2014 al Comitè Olímpic Internacional quan el 2007 s'escollia a Guatemala una ciutat per acollir els Jocs Olímpics d'hivern de 2014.